# Between the Buried and Me (musikalbum)
Between the Buried and Me är det är det amerikanska progressive metal-bandet Between the Buried and Mes debutalbum. Albumet gavs ut i april 2002 på Lifeforce Records, bandets första och enda musiksläpp på detta bolag.

## Låtlista
All sångtext är skriven av Tommy Giles Rogers, alla låtar är komponerade av Between the Buried and Me.
| Nr | Titel                    | Längd |
| -- | ------------------------ | ----- |
| 1. | "More of Myself to Kill" | 6:48  |
| 2. | "Arsonist"               | 4:50  |
| 3. | "Aspirations"            | 5:45  |
| 4. | "What We Have Become"    | 5:07  |
| 5. | "Fire for a Dry Mouth"   | 6:05  |
| 6. | "Naked by the Computer"  | 5:33  |
| 7. | "Use of a Weapon"        | 4:51  |
| 8. | "Shevanel Cut a Flip"    | 9:27  |

## Medverkande
Musiker
- Tommy Giles Rogers – sång
- Paul Waggoner – lead- och rytmgitarr, bakgrundssång
- Nick Fletcher – rytmgitarr
- Jason King – basgitarr
- Will Goodyear – trummor, sång

Produktion
- Jamie King – producent, inspelningstekniker, redigering, mixning
- Alan Douches – mastering
- David Stith – layout, design
- Allison Mannerino – foto